# 鈴木福
鈴木 福（すずき ふく、2004年〈平成16年〉6月17日 - ）は、日本の俳優。東京都出身。テアトルエンターテインメント所属。かつてはテアトルアカデミー（劇団コスモス）→ATプロダクションに所属していた。伊那市観光大使を務めている。兄弟姉妹はそれぞれ俳優の鈴木夢（長妹）、鈴木楽（弟）、鈴木誉（次妹）。

## 略歴
2006年（平成18年）、自身が1歳の時にNHK教育（当時）の『いないいないばあっ!』に出演し、芸能界デビュー。2007年（平成19年）、日テレ系『君がくれた夏 〜がんばれば、幸せになれるよ〜』で主演の滝沢秀明の息子役を演じ、子役としてドラマデビューを果たす。2008年（平成20年）、TBS系『佐々木夫妻の仁義なき戦い』最終話や、2010年（平成22年度）前半期のNHK連続テレビ小説『ゲゲゲの女房』や同年制作の映画『ちょんまげぷりん』などに出演した。

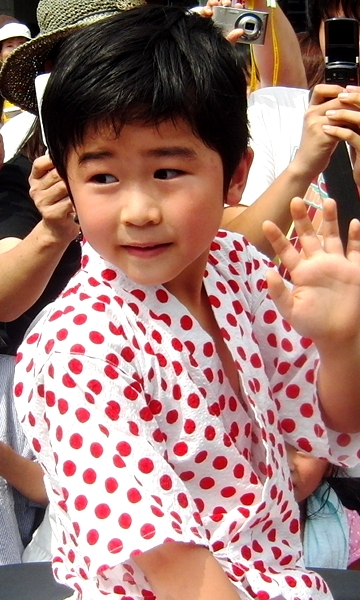
子役時代（2011年8月撮影・当時7歳）

2011年（平成23年）4月期のフジテレビ系ドラマチック・サンデー『マルモのおきて』に双子の弟・笹倉友樹役で出演。同作は大ヒットとなり、自身の大出世作となった。同年5月に『マルモのおきて』で双子の姉役で出演した芦田愛菜とのユニット「薫と友樹、たまにムック。」名義による同作の主題歌「マル・マル・モリ・モリ!」を歌唱し、歌手デビュー。同年10月期の日本テレビ系土曜ドラマ『妖怪人間ベム』ではベロ役で出演した。同年12月31日に行われた第62回NHK紅白歌合戦に『マルモのおきて』で共演した芦田とともに白組最年少の7歳199日で出場。
2012年（平成24年）2月2日に『徹子の部屋』の37年目突入記念の最初のゲストとして出演。同年3月に公開の映画『ドラえもん のび太と奇跡の島 〜アニマル アドベンチャー〜』にフーク役でゲスト出演をし、32本目を数えるドラえもんの映画シリーズのゲスト出演者の中では史上最年少での出演となる。同年4月2日から『beポンキッキーズ』のメインキャストを同じ事務所の谷花音と共に史上最年少で務める。これは、2013年で40周年を迎えるポンキッキシリーズの歴史の中で初の試みとなる。同年4月期のTBS系『コドモ警察』で連続ドラマ初主演を務める。同年4月21日放送の『世にも奇妙な物語 2012年 春の特別編』「7歳になったら」で同番組史上最年少の主演で初のホラーを演じた。同年4月27日よりテレビアニメ『ドラえもん』の「100年後ボックスプロジェクト」のナビゲーターとして妹の鈴木夢と共に兄妹で月1回のペースでレギュラー出演をする。同年4月30日から『森田一義アワー 笑っていいとも!』のHolidayレギュラーに抜擢される。学校が休みになる祝日や夏休みなどの長期休暇中のみの出演で、同番組史上最年少のレギュラーとなる。同年5月に「第15回日刊スポーツ・ドラマグランプリ 助演男優賞」を史上最年少で受賞した。同年12月5日に「イヤイヤYO〜!!」でソロデビューした。
2013年（平成25年）2月6日に、『beポンキッキーズ』番組内のbeポンメロディとして「ネコニャンニャンニャン イヌワンワンワン カエルもアヒルもガーガーガー」を「福と花音」名義で発売。鈴木福（ユニバーサル）と谷花音（ビクター）の契約レコード会社の違いにより、ユニバーサルミュージック（EAST篇）およびビクターエンタテインメント（WEST篇）と、収録曲違いのものが両社で作られた。
2014年（平成26年）4月18日より、公式ブログ「笑う門には福ブログ」を開設し、毎日更新していた（2021年12月まで。その後2023年4月までは不定期更新）。
2017年（平成29年）9月24日、YouTubeチャンネル「鈴木福オフィシャル」を開設。
2020年（令和2年）中学卒業後の3月22日、『真相報道 バンキシャ!』にてゲストコメンテーターを務め、それ以後も情報番組にコメンテーターとして不定期出演している。高校生コメンテーターは業界初。
2022年（令和4年）12月。特撮テレビドラマ『仮面ライダーギーツ』においてジーン / 仮面ライダージーン役でレギュラー出演。
2023年（令和5年）3月、堀越高等学校を卒業し。同年4月、慶應義塾大学環境情報学部へ進学した。

## 人物

### 免許
小型船舶操縦免許取得。

### 特技・趣味
特技は琴・けん玉。
趣味は映画鑑賞を挙げているほか、野球にもかなり打ち込んでおり、小学生の時から始め、中学校では野球部に所属。プロ野球球団の広島東洋カープのファンである。仮面ライダーに憧れており、いずれ変身したいとの夢を持っている（後述）。

### エピソード

#### 子役時代
『マルモのおきて』に出演した際に涙を流すシーンで当初はスタッフが目薬を用意していたが「涙は自前でいきます」と目薬の使用を断り、共演した阿部サダヲを驚かせた。同ドラマの視聴率が12%台から15%台に上がった週にはスタッフ全員でお祝いし、共演している芦田愛菜とともにフルーツポンチを作り、ふるまった。
『妖怪人間ベム』で共演した亀梨和也、杏とともにプロ野球観戦に行っている。この観戦は亀梨の主導で実現したもので試合後には亀梨が仲介となり選手のサインボールをもらった。
明星食品『チャルメラ』のCMを撮影した際、チャルメラを一生懸命に吹くシーンや電柱からおじさんを覗き込むシーンなどはアドリブでやっている。このCMは冬の設定だが実際の収録は夏に行われており、当日は収録のためにエアコンを入れることができないという過酷な状況だったが弱音を吐かず最後までやり遂げ、ナレーションの収録時には喉の奥にできた口内炎の痛みに耐えて収録をし、周囲のスタッフを感心させた。当初、製作スタッフはチャルメラおじさんに似せるために特殊メイクも視野に入れていたが検証の結果、切り抜いたフェルトのパーツを数十種類用意し、肌に優しい特殊な糊で顔に貼り付けることになった。
『コドモ警察』シリーズの福田雄一監督は「（鈴木福は）普通の子どもで、学校帰りに撮影に来れば、その日に学校で何があったかを無邪気に話し、遠足帰りに来れば、遠足に行ったままのリュック姿で『今日、遠足でさ〜』って話すので最高に嬉しかった」と語っている。『コドモ警察』シリーズでは「たどたどしく言うように」という福田雄一監督の要求があった。
『夫のカノジョ』の撮影の合間、太陽が雲に隠れてしまった時に、雲が晴れるように祈りを込めて踊っているという、自らが考えた「デロデロの舞」を披露したりと、共演者やスタッフを楽しませていた。撮影は楽しく行われ、オールアップの瞬間には号泣するほどで、最後は涙を堪えながらも、一生懸命挨拶を行っていた。
映画『ピラメキ子役恋ものがたり』で共演したお笑いコンビ『はんにゃ.』の金田哲は「本番前まで一緒にふざけてるのに、本番になるとスイッチが入ってすごい」とコメント。
2014年12月17日の記事内容にて、少年誌「月刊コロコロコミック」10月号の応募懸賞に当選し、念願の『妖怪ウォッチレジェンドメダル6枚セット』を手に入れたことを明かした。同雑誌の懸賞当選欄に名前が掲載されていたことから、Twitterなどで話題に上がっていた
テレビ朝日系ドラマスペシャル『遺留捜査（2015年5月17日）の撮影の際も、クライマックスシーンの立ち位置についた状況で、本番の直前まで「ラッスンゴレライ」をやって遊んでいたと言う。主演の上川隆也は鈴木の持つ集中力の高さに脱帽し「細やかに役と向き合ってらっしゃる方だったら、ややもすれば『ちょっと今は…』と言ってしまいそうな場面ですから。それすらないわけですから、そこが鈴木福くんのすごさなんでしょうね」と語り、その様はまさに「驚天動地」と評している。また「福くんのお芝居に舌を巻きました。共演者、スタッフも含め、全員が福くんに完全にやられました!」と、興奮気味に撮影を振り返った。クライマックスの泣きの演技には、上川も胸を打たれ、湧き上がる感動を抑えることができなかったという。

#### 仮面ライダー関連
幼少期より『仮面ライダー』が大好きだとインタビューで語っており、2歳のときに仮面ライダーになりきって椅子から大きくジャンプしていた。同シリーズは3歳の時に『仮面ライダー電王』を観てから観続けており、だんだん周囲の友人が観なくなってしまい、自分も卒業しようかと思ったが、役者の仕事をしていることから、自分もいつか出演してみたいと、目標にし続けていたという。『電王』では仮面ライダー電王 ウイングフォームや仮面ライダーゼロノス、仮面ライダーネガ電王、『仮面ライダーW』では仮面ライダーW ルナジョーカーやファングジョーカー、仮面ライダーアクセルが好きであるといい、レアなライダーやフォームが好きであるという。

「仮面ライダーピザ」を考案している。後年のインタビューで、小さい頃からピザとバイクが大好きでピザをバイクで配達するピザ屋に憧れていたといい、バイクに乗ってくるヒーローはといえば仮面ライダーとピザ屋、という発想であったという。
2021年には セイバー+ゼンカイジャー スーパーヒーロー戦記（仮面ライダー+スーパー戦隊映画）にて石ノ森章太郎役を演じている。その際はサブライダーが好きと語っている。
その翌年、夢がかない『仮面ライダーギーツ』（2022年 - 2023年）にレギュラー出演した際「仮面ライダージーン」への変身を果たしている。鈴木は『ギーツ』の一次オーディションに応募書類を出しており「映画に出た方をオーディションする訳にも行かない」と制作が書類の預かりとしていた所、サポーターライダーというぴったりの役柄が生まれたことでオファーすることとなったと仮面ライダーWEB（東映公式ブログ）で語られている。

## 家族
父親は三味線など和楽器を作る仕事をしている。
母親は和楽器奏者で琴のコンクールでの受賞歴やテレビやラジオで和楽器を演奏した経験もある。2011年現在は東京都内の自宅で子ども向けの和楽器リトミック教室を主宰しており、鈴木福本人や妹の夢も演奏会に参加している。中学校時代の同級生につるの剛士と坪田塁がいるとのこと。
祖父は尺八奏者の川村泰山。祖母は箏曲演奏家で伊那市芸術文化大使の川村利美。叔父も尺八奏者の川村葵山。長野県と大阪府に曾祖母が住んでいる。

## 受賞歴

### 俳優
2012年
- 第15回 日刊スポーツ・ドラマグランプリ 助演男優賞（『妖怪人間ベム』）[64]
- 第21回 TV LIFE 年間ドラマ大賞2011 新人賞・助演男優賞（『妖怪人間ベム』）[65][リンク切れ]
- 第8回 ドラマ・オブ・ザ・イヤー2011 新人男優賞（『妖怪人間ベム』）[66]

2013年
- ファンタスティック・フェスト2013 ガットバスターコメディ部門 主演男優賞（映画『コドモ警察』）[67][68]

### 音楽
2011年
- 第53回日本レコード大賞 特別賞（「マル・マル・モリ・モリ!」）[69][70]
- 第44回 日本有線大賞 新人賞・特別賞（「薫と友樹、たまにムック。」）[71][72]

2012年
- 第26回 日本ゴールドディスク大賞 ベスト5ニュー・アーティスト（邦楽）、ベスト5ソング・バイ・ダウンロード（「マル・マル・モリ・モリ!」）[73]

### その他
2011年
- 第4回 ペアレティングアワード キッズ部門[74]

2023年
- ベストスマイル・オブ・ザ・イヤー2023[75]

## 出演
※大文字は主要キャスト

### テレビドラマ
- 24時間テレビドラマスペシャル（日本テレビ）
  - 君がくれた夏 〜がんばれば、幸せになれるよ〜（2007年8月18日） - 木崎直也（幼児期） 役[注 3]
  - 車イスで僕は空を飛ぶ（2012年8月25日） - 石井大輔 役[76][77]
- 水曜ミステリー9（テレビ東京） 
  - 警視庁黒豆コンビ4（2007年10月10日） - 富子の孫 役
  - 警視庁さくらポリス〜最強の姉妹捜査官〜（2016年5月18日） - 山田虎太郎 役[78]
- 佐々木夫妻の仁義なき戦い 最終話（2008年3月23日、TBS） - 保護者・佐々木の息子 役
- 月曜ゴールデン「十津川警部シリーズ40」（2008年10月13日、TBS） - ケン 役
- 小児救命 第6話（2008年11月27日、テレビ朝日） - ユウキ 役
- 警官の血 第一夜（2009年5月7日、テレビ朝日） - 安城民雄（幼少期） 役
- ゴーストタウンの花（2009年3月20日、テレビ朝日） - 柳川宏樹 役
- 大魔神カノン（2010年4月 - 10月、テレビ東京） - ショウタ 役
- チーム・バチスタ2 ジェネラル・ルージュの凱旋 第8 - 10話（2010年5月 - 6月、関西テレビ） - 坂崎陽太 役
- Mother 第10話（2010年6月16日、日本テレビ） - 龍平 役
- 連続テレビ小説（NHK総合）
  - ゲゲゲの女房（2010年） - タカシ 役
  - わろてんか（2017年） - 武井風太（幼少期） 役
- フリーター、家を買う。（2010年10月 - 12月、フジテレビ） - 武誠治（幼少期） 役
- 古代少女隊ドグーンV 第6話（2010年11月10日、MBS） - ヒトシ 役
- 仮面ライダーシリーズ（テレビ朝日）
  - 仮面ライダーオーズ/OOO 第10話（2010年11月14日） - 少年 役[79]
  - 仮面ライダーギーツ 第16話 - 第38話・最終話（2022年12月25日 - 2023年6月4日・8月27日） - ジーン / 仮面ライダージーン 役[53][54]
- 流れ星 最終話（2010年12月20日、フジテレビ） - ダイキ 役
- 東野圭吾ミステリー 新春ドラマ特別企画 赤い指〜「新参者」加賀恭一郎再び!（2011年1月3日、TBS） - 前原昭夫（幼少期） 役
- スクール!!（2011年1月 - 3月、フジテレビ） - 成瀬正太郎 役
- デカワンコ 第5話（2011年2月12日、日本テレビ） - 主婦の息子 役
- 最上の命医 第7話・第8話（2011年2月21日・28日、テレビ東京） - 坂本一馬 役
- CO 移植コーディネーター（2011年3月 - 4月、WOWOW） - 倉本真 役
- マルモのおきて（2011年4月24日 - 7月3日、フジテレビ） - 笹倉友樹 役[80][81]
  - マルモのおきてスペシャル（2011年10月9日） - 笹倉友樹 役[82][83]
  - マルモのおきてスペシャル2014（2014年9月28日） - 笹倉友樹 役[84][85][86]
- 花ざかりの君たちへ〜イケメン☆パラダイス〜2011 第1話（2011年7月10日、フジテレビ） - 笹倉友樹 役[87]
- 妖怪人間ベム（2011年10月22日 - 12月24日、日本テレビ） - ベロ 役[88][89]
- ブラックボード〜時代と戦った教師たち〜 第一夜（2012年4月5日、TBS） - 白濱隆 役[90]
- コドモ警察（2012年4月17日 - 6月19日、MBS） - 主演・大沼茂（デカ長） 役[91][92]
  - コドモ警視 第1話・最終話（2013年1月22日・3月26日） - 大沼茂（デカ長） 役
- 世にも奇妙な物語 2012年 春の特別編「7歳になったら」（2012年4月21日、フジテレビ） - 主演・下平一海 役[93]
- 土曜ワイド劇場 アナザーフェイス 刑事総務課・大友鉄（2012年5月26日[94]・2013年4月20日、ABC） - 大友優斗 役
- 一休さん（2012年6月30日、フジテレビ） - 主演・一休 役[95]
  - 一休さん2（2013年5月5日） - 主演・ 一休 役[96][97]
- つるかめ助産院〜南の島から〜 （2012年8月28日 - 10月16日、NHK） - まりあの子ども 役（声の出演）
- 勇者ヨシヒコと悪霊の鍵 第1話（2012年10月12日、テレビ東京） - オルトガ 役
- 悪夢ちゃん 第5話（2012年11月10日、日本テレビ） - 上原隆 役
- シェアハウスの恋人 第3話・第4話（2013年1月30日・2月6日、日本テレビ） - 福井大（まさる） 役
- 女信長 （2013年4月5日・6日、フジテレビ） - 竹千代（徳川家康の幼年期） 役
- 非公認戦隊アキバレンジャー シーズン痛 第6痛（2013年5月10日、BS朝日） - 幼い信夫 役
- ほんとにあった怖い話 夏の特別編2013「2階が怖い」（2013年8月17日、フジテレビ） - 主演・畑野竜 役
- 夫のカノジョ（2013年10月24日 - 12月12日、TBS） - 小松原真人 役
- 宮本武蔵 第二夜（2014年3月16日、テレビ朝日） - 伊織 役
- 刑事110キロ 第3話（2014年5月8日、テレビ朝日） - 相沢満 役
- 東京特許許可局 第18話（2014年10月13日、NHK Eテレ） - 常盤金成 役
- 大岡越前2 第4話（2014年10月24日、NHK BSプレミアム） - 八神郁太郎 役
- キャロリング〜クリスマスの奇跡〜（2014年11月4日 - 12月23日、NHK BSプレミアム） - 田所航平 役
- ○○妻（2015年1月14日 - 3月18日、日本テレビ） - 劇中CM「潤清香（お線香）」出演の子役[注 4]
- 太鼓持ちの達人〜正しい××のほめ方〜 第10話 - 最終話（2015年3月16日 - 30日、テレビ東京） - 岡部福太郎 役
- 三匹のおっさん2〜正義の味方、ふたたび!!〜 第1話・最終話（2015年4月24日・6月12日、テレビ東京） - 鈴木隼人 役
- 遺留捜査スペシャル4（2015年5月17日、テレビ朝日） - 長峰光太 役
- 不便な便利屋 第11話（2015年6月20日、テレビ東京） - 雪だるま研究家 梶山 役
- 最強のふたり〜京都府警 特別捜査班〜 第1話（2015年7月16日、テレビ東京） - 飯島翔 役
- 婚活刑事 第7話（2015年8月13日、読売テレビ） - 奥井翔 役[98]
- 三人兄弟（2015年10月 - 12月、メ〜テレ） - こども時代の金一 役[99]
  - 三人兄弟2（2016年10月 - 12月、メ〜テレ） - こども時代の金一 役
- がんばれ!ホワイトピーチーズ（2015年12月20日、テレビせとうち開局30周年記念ドラマ） - チョロ 役[100]
- 天才バカボン〜家族の絆（2016年3月11日、日本テレビ） - 愛鮫良太 役[101]
- ボクのお年玉はどこ?（2017年1月3日、大垣共立銀行創立120周年記念メ〜テレドラマ） - 主演・太一 役
- 猫忍（2017年1月 - 3月、東名阪ネット6他） - 久世陽炎太（幼少期） 役[102]
- みなと署落とし物係 秘密捜査官 危険な二人（2017年3月6日、TBS） - 星野進 役
- 僕の金ヶ崎（2017年9月10日、フジテレビ「FNS27時間テレビ にほんのれきし」） - 田中 役
- シンドラ「吾輩の部屋である」#5（2017年10月17日、日本テレビ） - シャワーノズル 役（声の出演）
- 大阪環状線 Part3 ひと駅ごとのスマイル 第7話（2018年2月28日、関西テレビ） - 加藤聡 役[103]
- 土曜時代ドラマ「そろばん侍 風の市兵衛」 第1部「春の風」（2018年5月19日 - 6月2日、NHK総合） - 高松頼之 役
- 神ノ牙-JINGA- EPISODE 7（2018年11月22日、TOKYO MX・BS11 / 2018年11月25日 、ファミリー劇場） - 昴流 役
- 小吉の女房 第5話 - 最終話（2019年2月22日 - 3月1日、NHK BSプレミアム） - 勝麟太郎 役
  - 小吉の女房2 第1話 - 第3話（2021年4月2日 - 11日、NHK BSプレミアム） -  勝麟太郎 役
- 名古屋行き最終列車（メ〜テレ）
  - 名古屋行き最終列車2019 第1話（2019年1月15日） - 城本祐樹 役
  - 名古屋行き最終列車〜三河線編〜（2020年11月3日 - 11月5日） - 主演・溝口新 役[104]
    - 17歳の監督 〜名古屋行き最終列車大垣編〜（2023年2月12日・19日） - 主演・溝口新 役[105]
- 不要不急の銀河（2020年7月23日、NHK総合 / 2020年9月26日、NHK BSプレミアム（拡大版）） - 河原慧 役[106]
- うつ病九段（2020年12月20日、NHK BSプレミアム） - 藤井聡太 役[107]
- 怖い絵本 season3「とうふこぞう」（2021年8月18日、NHK Eテレ） - 出演と朗読[108]
- 泳げ!ニシキゴイ（中学校・部活編/高校編）（2022年7月27日 - 8月12日、日本テレビ「ZIP! 朝ドラマ」） - 渡辺隆（中高生） 役[109]
- 藤子・F・不二雄 SF短編ドラマ「おれ、夕子」（2023年4月9日、NHK BSプレミアム・NHK BS4K） - 主演・佐藤弘和 役[110]
- 大奥 最終話（2024年3月28日、フジテレビ） - 徳川家斉  役[111]
- 科捜研の女 season24 第1話・最終話（2024年7月3日・9月11日、テレビ朝日） - 新開颯太  役[112][113]
- 磯部磯兵衛物語〜浮世はつらいよ〜（2024年7月12日 - 9月13日、WOWOW） - 中島襄 役[114][115]

### 映画
- すべては海になる（2010年1月23日、東京テアトル）
- ゴールデンスランバー（2010年1月30日、東宝） - 鶴田辰巳 役
- ちょんまげぷりん（2010年7月31日、ジェイ・ストーム） - 遊佐友也 役[116]
- ゴースト もういちど抱きしめたい（2010年11月13日、パラマウント ピクチャーズ ジャパン / 松竹）
- 犬とあなたの物語 いぬのえいが「愛犬家をたずねて。」（2011年1月22日、アスミック・エース） - 男の子 役
- 大木家のたのしい旅行 新婚地獄篇（2011年5月14日、ギャガ） - 第二次男 役
- 映画 妖怪人間ベム（2012年12月15日、東宝） - ベロ 役[117]
- コドモ警察（2013年3月20日、東宝映像事業部） - 主演・大沼茂（デカ長） 役[118][119]
- 悪夢ちゃん The 夢ovie（2014年5月3日、東宝） - 上原隆 役
- 薔薇色のブー子（2014年5月30日、東宝映像事業部） - 迷子 役
- ピラメキ子役恋ものがたり〜子役に憧れる全ての親子のために〜（2015年2月21日、よしもとクリエイティブ・エージェンシー） - 主演・亀井春人 役[120]
- アニバーサリー 「ハッピーバースデー」（2016年10月22日、ティ・ジョイ） - 主演・豊川大輝 役（若葉竜也とW主演）
- 猫忍（2017年5月20日、AMGエンタテインメント） - 久世陽炎太（幼少期） 役
- ミックス。（2017年10月21日、東宝） - 後藤田タケル 役[121][122][123]
- 海辺の週刊大衆（2018年4月14日、KATSU-do） - 僕（幼少期） 役 ※弟・楽と共演
- 決算!忠臣蔵（2019年11月22日、松竹） - 大石主税 役
- ＃ハンド全力（2020年7月31日、イオンエンターテイメント・ラビットハウス・エレファントハウス） - 七尾次郎 役[124]
- ゾッキ（2021年3月26日、イオンエンターテイメント） - 伊藤 役
- 仮面ライダーシリーズ（東映）
  - セイバー+ゼンカイジャー スーパーヒーロー戦記（2021年7月22日） - 石ノ森章太郎 役[125]
  - 映画 仮面ライダーギーツ 4人のエースと黒狐（2023年7月28日） - ジーン 役
- 少年と戦車（2022年2月25日、若手映画作家育成プロジェクト2021） - 主演・田崎 役　※短編映画
- KAPPEI カッペイ（2022年3月18日、東宝） - 武智 役[126]
- カラダ探し THE LAST NIGHT（2025年9月5日公開予定、ワーナー・ブラザース映画） - 田辺大和 役[127]
- ヒグマ!!（2025年11月21日公開予定、NAKACHIKA PICTURES） - 主演[128]

### WEBドラマ
- 仮面ライダーシリーズ（東映特撮ファンクラブ）
  - ギーツエクストラ 仮面ライダータイクーンmeets仮面ライダーシノビ（2023年6月18日） - 鈴木福（本人) 役
  - ギーツエクストラ 緊急特番 蔵出し!デザグラスペシャル（2023年10月8日） - MC（主演）・ジーン 役
  - ギーツエクストラ 仮面ライダーゲイザー（2024年4月7日） - ジーン / 仮面ライダージーン 役[129]
  - 仮面ライダーアウトサイダーズ ep.6・7（2024年9月29日・12月22日） -主演 （ep.7）・ジーン / 仮面ライダージーンゲイザー 役[130]

### オリジナルビデオ
- 仮面ライダーギーツ ジャマト・アウェイキング（2024年7月24日） - ジーン 役（Special Thanks）

### テレビ番組

#### 現在の出演番組
レギュラー
- NHK高校講座 化学基礎（2021年4月 - 2022年3月（以下リピート放送中）、NHK Eテレ） - MC
- ガチャムク（2023年4月1日 - 、BSフジ） - MC[131]
- ZIP! (2023年4月6日 - 、日本テレビ） - 木曜パーソナリティー（第6代）
- 鈴木福ゴルフはじめました（2023年10月15日 - 、テレビ埼玉） - 冠番組
- TOKYO　EVERYONE（2025年7月4日 - 、テレビ朝日） ※東京都広報番組

不定期出演
- ヒルナンデス!（2016年[注 5] - 、日本テレビ） - コーナー「福くん旅」・日替わりMC（2023年8月10日）など
- くりぃむクイズ ミラクル9（2018年7月4日 - 、テレビ朝日）
- 真相報道 バンキシャ!（2020年3月22日 - 、日本テレビ） - コメンテーター
- オオカミ少年（2021年4月16日 - 、テレビ朝日） - 「ハマダ歌謡祭」ルーキーチームキャプテンなど

#### 過去の出演番組

##### バラエティ
レギュラー
- 笑っていいとも!（2012年4月30日 - 2014年3月、フジテレビ） - Holidayレギュラー[132][133]
- 二代目 和風総本家（2018年10月11日 - 2020年3月19日、テレビ東京） - パネリスト

不定期出演
- 爆笑!大日本アカン警察（2011年 - 2013年、フジテレビ）
- 宝探しアドベンチャー 謎解きバトルTORE!（2011年 - 2013年、日本テレビ） - 挑戦者・見習いの番人 フク男 役
- 笑神様は突然に…（2014年 - 2015年、日本テレビ） - 「チームでんじろう」メンバーほか
- 家事ヤロウ!!!（2022年6月21日 - 2023年7月4日、テレビ朝日） - コーナー「福ワザ」 ※兄妹4人での出演
- CDTVライブ!ライブ!（2022年4月14日 - 2023年1月30日、TBS） - スペシャルサポーター

特番
- 愛菜ちゃん・福くんが総合司会!泣いて笑って2時間マルマル!元気モリモリSP（2011年7月3日、フジテレビ） - 総合司会・冠番組[注 6]
- 絶景!絶品!はじめての旅 福くんの大冒険スペシャル（2011年10月10日、フジテレビ・山陰中央テレビ） - 冠番組
- よゐこ&鈴木福くんの旭山動物園日記（2012年2月26日、北海道テレビ） - 冠番組
  - 旭山動物園2013よゐこ&鈴木福くんのどうぶつ調査隊が行く!（2013年1月20日、北海道テレビ） - 同上
- 香取慎吾と鈴木福&夢 超危険人物すごろく（2012年4月6日、テレビ朝日系） - 冠番組
- コドモ大学（2012年10月6日（5日深夜）、MBS／10月9日（8日深夜）、TBS） - 教授（MC）
  - 映画“コドモ警察”公開記念!研修バスツアー 豪華出演陣大集合SP（2013年3月20日、TBS）
- run for money 逃走中 第38・39回（2014年9月28日・10月5日、フジテレビ系） - 月村サトシ（幼少期） 役[注 7]
- 大陸横断アドベンチャー!!巨大危険生物を捕獲せよ!（2014年12月21日、フジテレビ系） - MC[注 6]
  - 日曜ファミリア 大陸横断アドベンチャー巨大危険生物を捕獲せよ!（2016年1月31日、フジテレビ系） - 同上
  - 土曜プレミアム 世界謎解きアドベンチャー!未知なる巨大生物を捕獲せよ!（2016年6月4日、フジテレビ系） - 同上
- 大人も知らない大人の事情（2015年6月8日、テレビ東京） - MC[注 8]
- 福たび（2017年10月28日（岡山篇）・11月15日（香川篇）・12月23日（広島篇）、テレビせとうち） - 冠番組
- 有吉・福くんのお金発見 突撃!カネオくん（2018年3月24日・5月3日、NHK総合） - 日直アシスタント・冠番組
- ニチファミ! 世界動物(アニマル)ゲキレアハンター（2018年7月15日、フジテレビ） - ゲキレアハンター
- 福くん・花音ちゃんも一緒に!兵動大樹のキュリオス自由研究!（2018年10月6日、関西テレビ） - 冠番組
- 富士山見ずにキャンプが出来るか!人生最高の絶景キャンプ（2020年9月20日、TBS） - ナレーション
- ∞ゾッキ「旅ゾッキ 豊田編」（2022年7月25日、BSJapanext、Amazon Prime Video）  - 旅人[134]
- 世界衝撃!ウワォ動画（2023年11月21日、日本テレビ） - MC[注 9]
- ニホンゴ映像社（2023年11月22日、MBS） - MC[注 10]
- おもてなし隊なごやスペシャル 鈴木福4兄妹参上 愛知･名古屋2026アジア競技大会（2024年10月14日、メ～テレ）
- 鈴木福＆松嶋尚美の「正倉院 THE SHOW」（2025年7月5日、読売テレビ） - 冠番組

##### 報道番組・情報番組
- Live News イット!（2020年3月期、フジテレビ） - 「子どもたち応援SP」特別コメンテーター
- ウェークアップ!（2022年1月7日 - 2025年3月、読売テレビ） - コメンテーター
- キャッチ! (2022年1月20日 - 2024年3月11日、中京テレビ） - コメンテーター・コーナー「鈴木福のしあわせ羅針盤」
- news every.（2022年5月31日 - 2023年4月18日、日本テレビ） - 特集コーナー「シャウ・ウェイ×鈴木福 幸せのおうち中華[注 11]」
- 鈴木福のミミヨリ!ひろしま（2023年4月9日 - 2025年3月30日、RCCテレビ） - キャスター・冠番組 ※広島市広報番組

特番
- 防災の日SP 首都大震災〜わ・す・れ・な・い 3・11の警告〜（2012年8月31日、フジテレビ） - ナレーション
- 備えて減災!家族を守る（2021年2月13日、メ〜テレ） - マモル 役
- NNNドキュメント’25「もし僕の髪が青色だったら〜ダウン症のリアル〜」（2025年3月24日（23日深夜）、日本テレビ） - ナレーション

##### 子供向け番組・教育教養番組
レギュラー
- beポンキッキーズ（2012年4月2日 - 2017年3月31日、BSフジ） - MC[注 12][135]
- NHK for School「スマホ・リアル・ストーリー」（2014年7月28日 - 8月1日、NHK Eテレ） - ナビゲーター[136]
- 学びをサポート2015 NHK for School パワーアップ!（2015年3月23日 - 4月3日、NHK Eテレ）[137]
- 趣味の園芸ビギナーズ（2015年7月 - 9月、NHK Eテレ） - コケちび 役（声の出演）

特番など
- メ〜テレ50周年特別番組 子どもが憧れの有名人に本気インタビュー!（2012年5月6日、メ〜テレ） - 子どもMC[注 12]
- 独占公開!東京駅復活大作戦!（2012年9月29日、NHK総合） - こども駅長
- 小さなセカイの大きなチカラ ミクロワールド大冒険（2013年7月20日、MBS） - 兄・福 役
- パパとボクの夏ふたり旅! 世界遺産の古都・奈良へ（2014年6月1日、TBS） - ボク 役
- こどもスイッチ!〜東海テレビこどもまつり〜（2015年 - 2018年（毎年9月））
- 〜古代エジプト世紀の大発見プロジェクト〜 ツタンカーメンと伝説の王妃3300年の新事実（2016年7月18日、TBS・MBS系） - ツタンカーメン役（ドラマパート）
- すくすくぽん!スペシャル 鈴木福くん3兄弟!いのちの楽園滞在記（2016年9月24日、東海テレビ） - 冠番組 ※妹弟・夢、楽と出演
- 超入門!落語 THE MOVIE（NHK総合）
  - 転失気（2016年11月2日） - 小僧 役
  - 初天神（2017年1月4日） - 息子 役
  - 藪入り（2017年5月2日） - 亀吉 役
  - 寝床（2018年9月28日） - 奉公人 役
- 最高齢に会いに行く（2020年6月12日、NHK BSプレミアム） - ナレーター
- ワンワン・ザ・ワールド（2021年4月29日、NHK Eテレ） - 案内人
- ガチポリ!若者×政治10min「若者の政治参加って必要?」（2022年3月31日（30日深夜）・4月1日・3日（2日深夜）（全3回）[注 13]・5月8日（総集編）、NHK総合） - 若者代表
- レギュラー番組への道「ハザードマップで旅してみた」（2022年6月25日、NHK総合） - 旅人
- NHKスペシャル「超・進化論」コンサート いのちのハーモニー（2023年3月23日、NHK BSプレミアム） - 司会

##### NHK紅白歌合戦出場歴
| 年度   | 放送回 | 回 | 曲目                    | 備考 |
| ------ | ------ | -- | ----------------------- | --- |
| 2011年 | 第62回 | 初 | マル・マル・モリ・モリ! | 「あしたを歌おう。 〜こどもスペシャル〜」コーナー 芦田愛菜とともに出演。 対戦相手はいないが正式な出場歌手扱い。 |

### WEB番組
- ピカいち CHANNEL（2019年11月8日 - 2022年8月19日、YouTube） - MC[138]
- 起業クエスト（2022年1月8日・2月19日・3月12日、NewsPicks/YouTube「ピカいち CHANNEL」） - MC
- プレバンラボZ〜俺たちプレバン㊙情報発掘隊〜（2022年2月 - 2023年3月、YouTube） - ライダーアーツday（毎月第3木曜日）レギュラー
- 教科書にはのっていない〇〇のこと（2024年12月13日 - 、テレビ東京制作、ネットもテレ東・TVer配信） - MC[注 14]
- シャッフルアイランド Season6（2025年7月10日 - 、ABEMA） - MC

### 舞台
- ミュージカル『ビッグ・フィッシュ』（2017年2月、日生劇場） - ヤング・ウィル（ウィル・ブルームの子供時代）役[139]
- 朗読劇『青空』（2019年8月11日、三越劇場） - 大和 役
- 舞台FOCUS『イッツショータイム!!』（2021年8月21日・22日、日経ホール/10月30日・31日、COOL JAPAN PARK OSAKA） - 桶川光一 役
- 装束meetsミュージカル『不思議の国のひなまつり』（2022年3月3日 - 6日、東京国際フォーラム） - 太郎 役
- きっとこれもリハーサル（2022年9月 - 10月、新国立劇場小劇場ほか） - 太田賢一 役[140]
- せたがやこどもプロジェクト 2023 アミューズ×世田谷パブリックシアター ミュージカル「カラフル」（2023年7月 - 8月、世田谷パブリックシアター ほか） - 主演・ぼく 役
- アカシアの雨が降る時（2023年10月 - 11月、新国立劇場小劇場ほか、作・演出：鴻上尚史） - 木村陸 役 ※三人芝居
- Daiwa House Special 地球ゴージャス三十周年記念公演『儚き光のラプソディ』（2024年4月28日 - 5月26日、明治座 / 5月31日 - 6月9日、SkyシアターMBS）[141]

### ラジオ番組
- 中高生の基礎英語 in English（2021年4月 - 2023年3月、NHKラジオ第2） - 生徒
- 鈴木福の未来に福あれ!〜現代の渋沢栄一を探せ〜（2021年7月22日・9月20日・11月23日・2022年1月10日、文化放送） - パーソナリティ・冠番組
  - 文化放送SDGsスペシャル 鈴木福の未来に福あれ!（2022年9月19日・2023年2月23日・9月18日・2024年2月12日、文化放送） - 同上
- 鈴木福のオールナイトニッポンGOLD（2023年1月13日、ニッポン放送） - パーソナリティ・冠番組
- ライブジャポニズム!福之音（フクノート）（2024年6月22日・2025年1月5日・4月4日 - 、NHK-FM） - パーソナリティ・冠番組

ラジオドラマ
- 青春アドベンチャー（NHK-FM）
  - 世界から歌が消える前に（2021年12月20日 - 24日）[142]
  - 滅びの前のシャングリラ（2022年9月19日 - 30日） - 主演・友樹 役[143]

### テレビアニメ
- へんしん!!じゃがポテ仮面（2011年 - 2013年、毎日放送「お天気のお知らせ」） - じゃがポテ仮面 役（歌2種）
- ドラえもん（2012年3月2日、第2期、テレビ朝日） - フクラージョ 役
  - 「ぜつめつ動物に会いに行こう!」コーナー（2012年1月6日 - 3月） - フクラージョとして映画の見どころや劇中キャラクターの紹介。
  - 「100年後ボックスプロジェクト」ナビゲーター（2012年4月27日 - 12月） - 月1回、妹・夢と共演[144]。
- ロンゴマックス（2012年、BSフジ「beポンキッキーズ」） - ノブヒコ 役[145]
- 紙兎ロペ（2013年6月7日 - 7月5日、フジテレビ「めざましテレビ」） - 小学生3人 役[146]
- てれび絵本「ピッケとがーこ」（2013年6月17・18・19日、NHK Eテレ） - 語り[147]

### 劇場アニメ
- 映画ドラえもん のび太と奇跡の島 〜アニマル アドベンチャー〜（2012年3月3日、東宝） - フーク 役[148]

### 吹き替え
- ハッピー フィート2 踊るペンギンレスキュー隊（2011年11月26日、ワーナー・ブラザース） - エリック 役[149][150]
- マクダルのカンフーようちえん（2012年8月11日、マジックアワー） - 主演・マクダル 役[151]
- ウォーキングwithダイナソー（2013年12月20日、20世紀フォックス） - 恐竜紹介ナレーション
- I LOVE スヌーピー THE PEANUTS MOVIE（2015年12月4日、20世紀フォックス） - 主演・チャーリー・ブラウン 役[152][153][154]
- ストレンジ・ワールド/もうひとつの世界（2022年11月23日、ウォルト・ディズニー・ジャパン） - イーサン・クレイド 役[155]
- ウィッシュ（2023年12月15日、ウォルト・ディズニー・ジャパン） - ウサギの兄弟 役 ※カメオ出演[156]
- 野生の島のロズ（2025年2月7日、東宝東和 / ギャガ） - キラリ 役[157]

### 人形劇
- ざわざわ森のがんこちゃん エピソード0（2016年12月31日、NHK Eテレ） - シン 役[158]

### ゲーム
- 仮面ライダーバトル ガンバレジェンズ（2023年6月29日、アーケード、バンダイ） - 仮面ライダージーン 役[159]

### CM・広報
- ユニ・チャーム『ムーニー・オヤスミマン』
- 郵便局「夏のサマーキャンペーン」
- サンスター
  - 『Do クリア』
  - 初夢・初福・初ハブラシ・キャンペーン（2011年11月・12月）※妹・夢と共演
- 雪印乳業（現 : 雪印メグミルク）（2010年 - ）
  - ネオソフト（2010年3月18日 - ）[160]
  - こんがり焼けるとろけるスライス 「こんがりスライスの歌 篇」（2012年4月6日 - ）[161]
- サンゲツ『機能性壁紙』（2010年 - 2012年）
  - 『やりすぎくん』編（2010年 - 2011年）[162]
  - 『さらにやりすぎくん』編（2011年 - 2012年）[163]
- セイバン『天使のはねランドセル』（2010年 - 2011年）
- ベネッセ『チャレンジ一年生』（2011年 - 2012年）
- ACジャパン
  - 「ささえあったら、人になる。」（2011年）
  - 「いっちょcomingダンス」（2012年）※大阪 地域キャンペーン
- スカパー!e2 親子でハマれ。夏休みヒーロー特集（2011年）
- 花王『アタックNeo』「マルモのおきて」コラボレーションCM（2011年）
- イトーヨーカ堂（2011年 - ）
  - 「愛菜の宣言篇」（2010年8月11日 - ）
  - 「ランドセル篇」（2011年8月3日 - ）[164]
  - 「入学準備篇」（2011年10月26日 - ）[165]
  - 「風紀委員篇」（2012年6月21日 - ）[166]
  - 「新商品発表会篇」（2013年6月20日 - ）[167]
  - 「みんなの願い篇」（2014年6月19日 - ）
  - 「2014年のクリスマス篇」（2014年11月14日 - ）
  - 「ハッピーデー」（2015年2月 - ）
  - 「デザインランドセル」（2015年6月 - ）
- ルスツリゾート
  - ルスツ30周年 スペシャルサマーカーニバル（2011年）[168]
  - ルスツ30周年 ウィンターCM（2011年）
  - ルスツリゾート GWルスツ 「福日記 篇」「イベント 篇」（2012年4月16日 - 5月3日、北海道限定）[169]
- 明星食品『チャルメラ』（2011年 - ）[170]
- メディケア生命保険「メディくん登場」（2011年 - ）[171][172]
- クラシエフーズ
  - 『ぷちっとくだもの』 「ぷちっとダンス 篇」（2011年9月 - 2012年）[173]
  - 『おえかきパンダやき』（2012年3月 - 4月）[174]
  - 『チョコネリィ』（2013年3月下旬 - 4月中旬）[175]
  - 『ぷちっとくだもの パイナップル味』（2013年3月下旬 - 4月中旬）[176]
  - 『ぷちっとくだもの りんご味』（2013年9月下旬 - 10月中旬）[177]
  - 『ぷちっとくだもの いちご味』（2014年3月下旬 - 4月中旬）[178]
- P&G 『アイムス』「5つの健康」編（2012年）
- アサヒ飲料
  - 『六甲のおいしい水』「らくエコボトル 篇」（2012年3月24日 - ）[179]
  - 『アサヒおいしい水 富士山』「おうちのお水 夏」編（2013年7月5日 - ）[180]
  - 『三ツ矢サイダー』「お家」編（2014年3月4日 - ）
- トヨタ自動車『シエンタ』「シエンタ ダイス 水族館 篇」（2012年4月4日 - ）※妹・夢と共演[181]
- スミフル『甘熟王』「ボクも、バナナの王様 篇」（2012年4月7日 - ）[182]
- リクルート『ゼクシィ』「黒柳徹子さん&鈴木福くん 篇」（2012年8月22日 - 8月29日、1週間限定放送）[183]
- 阪神住建『スパワールド 世界の大温泉』（2013年6月 - ）
- JR西日本「2013年夏 新北陸、発見!キャンペーン」(2013年6月20日 - 9月30日）[184] - 風太 役（イメージリーダー・新北陸発見大使）※妹・夢と共演
  - JR西日本「2014年夏 新北陸、発見!キャンペーン」(2014年6月20日 - 9月30日） - 同上
- 西川リビング ボディゼロ・キッズ（2014年 - ）[185]
- 政府広報
  - 振り込め詐欺等未然防止「家族のこまめな連絡篇」（2014年9月） - 孫（兄） 役 ※妹・夢と共演
  - マイナンバーカード（2020年5月）
  - 新しい生活様式（2020年6月）
- 池田模範堂『ヒビケア』「本気でヒビケア」編[186]（2014年11月 - )
- レベルファイブ『妖怪ウォッチバスターズ 赤猫団/白犬隊』（2015年7月 - ）[187]
- 大東建託『いい部屋ネット』（2016年）[188]
- ガンホー・オンライン・エンターテイメント『パズドラクロス 神の章／龍の章』「てっぺんとるぞ」篇（2016年12月 - 2017年）
- KDDI au「三太郎シリーズ」（2018年1月 - ） - 赤鬼 役[189]
- エスビー食品 『とろっとワンプレート』「子供の主張 ハッシュドポーク」篇（2018年3月 - ）[190]
- ダイハツ工業『ムーヴ CANBUS』「ブラックインテリア」篇（2018年8・9月）
- 東京電力エナジーパートナー「初月ガス代半額キャッシュバック」等（2019年1月 - ）[191]
- ミクシィ『モンスターストライク』「仲間の裏切り篇」（2020年2月） - 桃太郎 役
- 東京都
  - STAYHOME週間（2020年4月 - 5月）
  - 家庭内感染防止 福くんきょうだい編（2020年9月 - 2021年）※兄妹4人での出演
- ソフトバンク「5Gってドラえもん？『のび太登場』篇」（2020年7月1日 - ） - 野比のび太（15歳）役[192]
- 日本赤十字社 献血推進プロジェクト「いこう!献血 学生」篇（2021年9月） - 学生時代のぺこぱ（松陰寺太勇） 役[193]
- REGATE『買取福ちゃん』「福ちゃんと福くん篇」（2022年6月 - ）、「もうひとりの福ちゃん篇」（2023年6月 - ）、「福ちゃんと福くん 着物美術品篇・レディースプラン篇」（2024年7月 - ）、 「志乃さん福くん篇」（2025年4月 - ）
- ふくいブランド米推進協議会『いちほまれ』「福ごはん、はじまる」篇（2022年10月） - 妹・誉と共演
- はるやま商事『はるやまフレッシャーズ』「おめありメンズ編」（2023年・2024年）
- JCOM『J:COM MOBILE』「撮影会篇」（2023年3月4日 - ）
- ステップゴルフ（2023年3月31日 - ） - CIO（チーフインドアゴルフオフィサー）
- ジオテクノロジーズ『ジオ・オリエン』「人流データ篇」「トリマアプリ篇」（2023年7月18日 - ） - 広報課長 役[194]
- サインウェーブ『英語学習アプリ『ELST®︎』シリーズ』（2023年10月6日 - ） - アンバサダー
- エネコム『メガ・エッグ』（2024年1月1日 - ）
- 保険見直し本舗「保険は見直してなんぼ篇」「見直しは早いほどいい篇」（2024年1月26日 - ）
- エースコック『福福彩菜』「WILD篇」（2024年2月5日 - ）[195]
- 映画『デッドプール&ウルヴァリン』特別映像（予告）（2024年7月・8月）

TVCM以外
- 下関観光コンベンション協会 ふく食解禁130年PRムービー「ふくふくぱくぱく」（2018年9月公開） - 出演・歌
- サントリー『伊右衛門』「茶論調査」（2021年2月） - WebCM ※兄妹4人での出演
- 厚生労働省・経済産業省・消費者庁・文部科学省『やってみよう!新型コロナウイルス感染症対策 みんなでできること』（2020年3月24日） - WebCM ※妹・夢と共演
- ecostore「＋safer for あなたが守りたい“たいせつ”はなんですか？」編（2022年4月28日） - WebCM ※兄妹4人での出演
- 伊予銀行「AGENT」アプリ1周年記念ムービー（2023年1月19日公開）
- 株式会社GDBL「ZeroCa(ゼロカ)」（2023年10月31日 - ） - ZeroCa Leaders
- 映画『僕らの世界が交わるまで』予告編（2023年11月公開） - ナレーション（息子ジギー 役）

### MV
- 水谷ゆう「いっぱい大好き」（2011年）[196]
- 福山雅治「生きてる生きてく」（2012年）[197]

### イベント
- 東海テレビこどもまつり（2015年 - 2018年） - 実行委員長[注 15]
- 第9回 ウィズガス全国親子クッキングコンテスト（2015年6月 - 2016年1月24日） - サポーター ※妹・夢と共に就任
- 正倉院 THE SHOW（2025年） - オフィシャルサポーター

ファッションショー
- 2012年春夏 ARMANI JUNIOR COLLECTION（2012年2月3日）[198]
- TOMMY HILFIGER（2013年3月26日）[199]

### 玩具
- 仮面ライダーギーツ PREMIUM DXメモリアルブーストマークIIレイズバックル（2024年12月）
- 仮面ライダーギーツ DXレーザーレイズドライバー（2025年7月18日）

### その他
- 東京都生活文化スポーツ局「TOKYOエシカル」（2022年12月2日 - ） - アンバサダー[200]

## ディスコグラフィ

### シングル
- マル・マル・モリ・モリ!（2011年5月25日（通常盤）・7月13日（初回限定盤）、ユニバーサルミュージック） - 「薫と友樹、たまにムック。」名義（芦田愛菜・鈴木福・ムック（犬）） ※『マルモのおきて』主題歌
  - マル・マル・モリ・モリ! 2014（2014年9月24日、ユニバーサルミュージック） - 同上 ※『マルモのおきてスペシャル2014』主題歌
- イヤイヤYO〜!!（2012年12月5日、ユニバーサルミュージック）
- ネコニャンニャンニャン イヌワンワンワン カエルもアヒルもガーガーガー（2013年2月6日、EAST篇 ユニバーサルミュージック / WEST編 ビクターエンタテインメント） - 「福と花音」名義（鈴木福・谷花音）※『beポンキッキーズ』エンディング曲

### 配信
- きっと福がくる（作詞作曲：鈴木福、2020年4月29日配信） - 「SUZUKI5」名義（鈴木福・鈴木夢・鈴木楽・鈴木誉・MASAKing（鈴木正樹））[201]
- Live for the moment（2023年3月26日配信） - 「浮世英寿&ジーン」名義（簡秀吉・鈴木福）※『仮面ライダーギーツ』挿入歌

## 書籍
- フォトエッセイ『笑う門には福来る 20年間の笑顔と感謝』（2024年6月17日発売、主婦と生活社）ISBN 978-4-391-16226-4 [202]